# Champtocé-sur-Loire
Champtocé-sur-Loire ist eine französische Gemeinde mit 1.837 Einwohnern (Stand 1. Januar 2022) im Département Maine-et-Loire in der Region Pays de la Loire.

## Geographie
Champtocé-sur-Loire liegt etwa 25 Kilometer südwestlich von Angers im Loiretal. Das Gemeindegebiet wird vom Fluss Romme durchquert, der ab hier unter dem Namen Boire de Champtocé in einem ehemaligen Nebenarm der Loire Richtung Westen verläuft und in der Nachbargemeinde in die Loire mündet.
Nachbargemeinden sind:
Val d’Erdre-Auxence im Norden, Saint-Augustin-des-Bois im Nordosten, Saint-Germain-des-Prés im Osten, Mauges-sur-Loire im Süden und Ingrandes-le-Fresne-sur-Loire im Westen und Nordwesten.

## Geschichte
Menschen des Neolithikums errichteten Megalithanlagen wie den Dolmen de la Romme, den Dolmen de la Boire de Champtocé oder den Dolmen du Champ-du-Ruisseau.
Der Name Champtocé kommt vom keltischen „Canthos“.
Im 9. Jahrhundert gab es ein Schloss. Im 11. Jahrhundert begann der Bau der Kirche. Im 13. Jahrhundert wurde eine Burg errichtet, von der noch Ruinen erhalten sind.
Vom 14. bis zum 16. Jahrhundert wurde die Kirche St. Pierre fertig gebaut, im 15. Jh. Schloss Lancrau errichtet.
Im 15. Jahrhundert wurde die mittelalterliche Burg von Gilles de Rais bewohnt, der dort junge Knaben folterte und ermordete.
Im 18. Jahrhundert wurde Schloss Beauchesne gebaut.

## Bevölkerungsentwicklung
| Jahr      | 1962 | 1968 | 1975 | 1982 | 1990 | 1999 | 2007 | 2018 |
| Einwohner | 1398 | 1384 | 1320 | 1233 | 1335 | 1533 | 1725 | 1870 |

## Wirtschaft und Infrastruktur
Die Rebflächen in der Gemeinde gehören zum Weinbaugebiet Anjou.
Champtocé-sur-Loire hat einen Bahnhof an der Bahnstrecke Tours–Saint-Nazaire.

## Siehe auch

Sehenswürdigkeiten
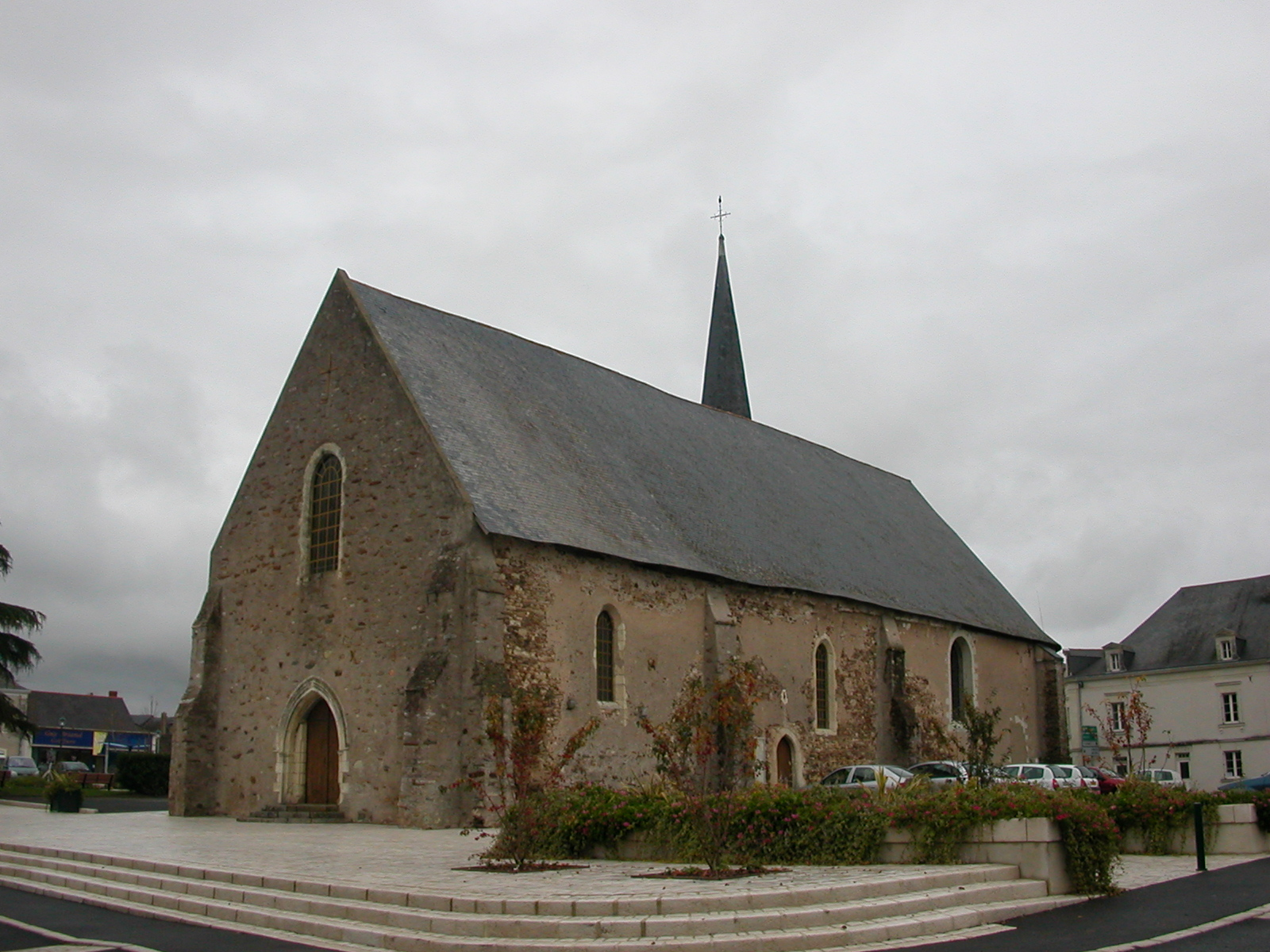
Kirche Saint-Pierre
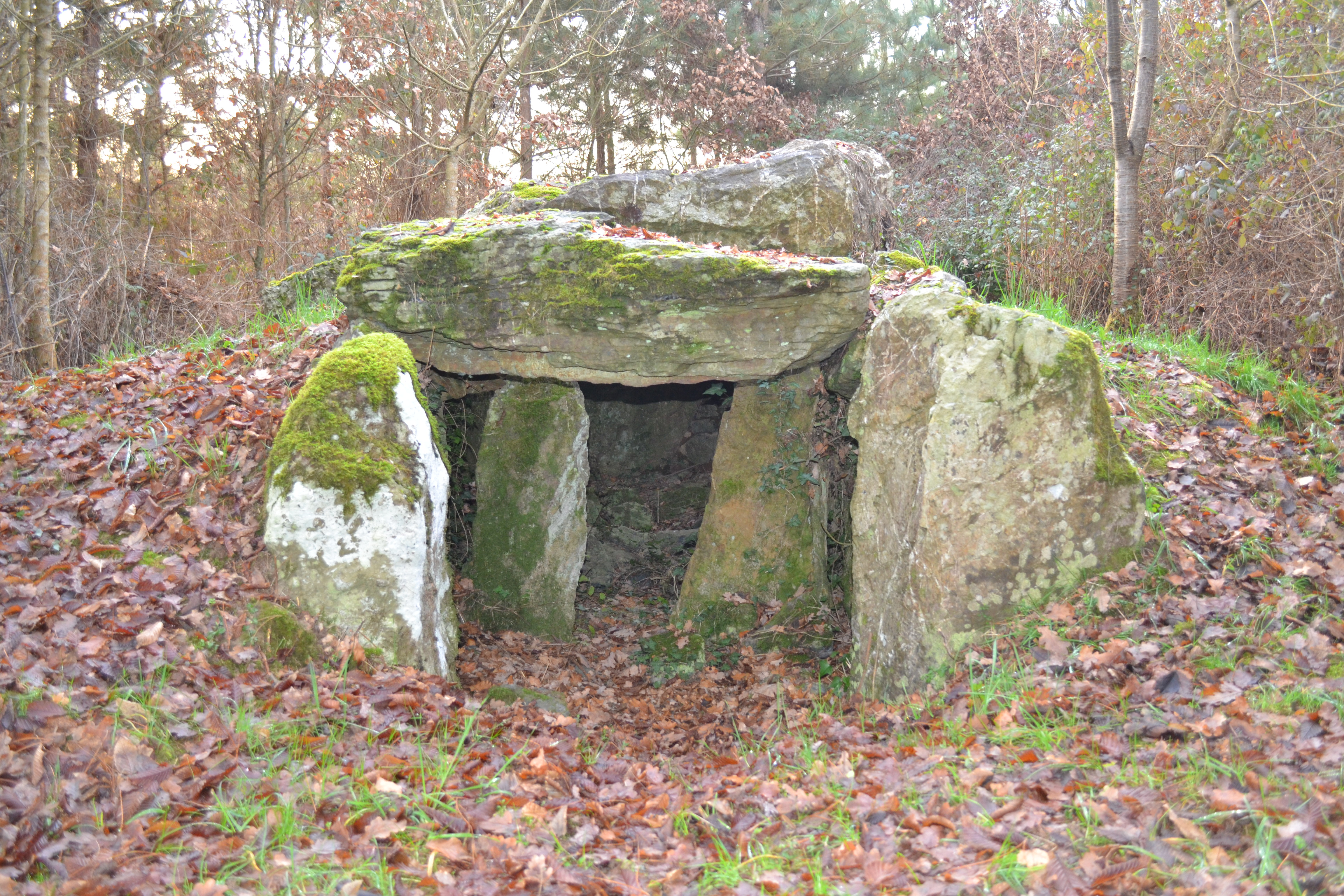
Dolmen du Champ-du-Ruisseau
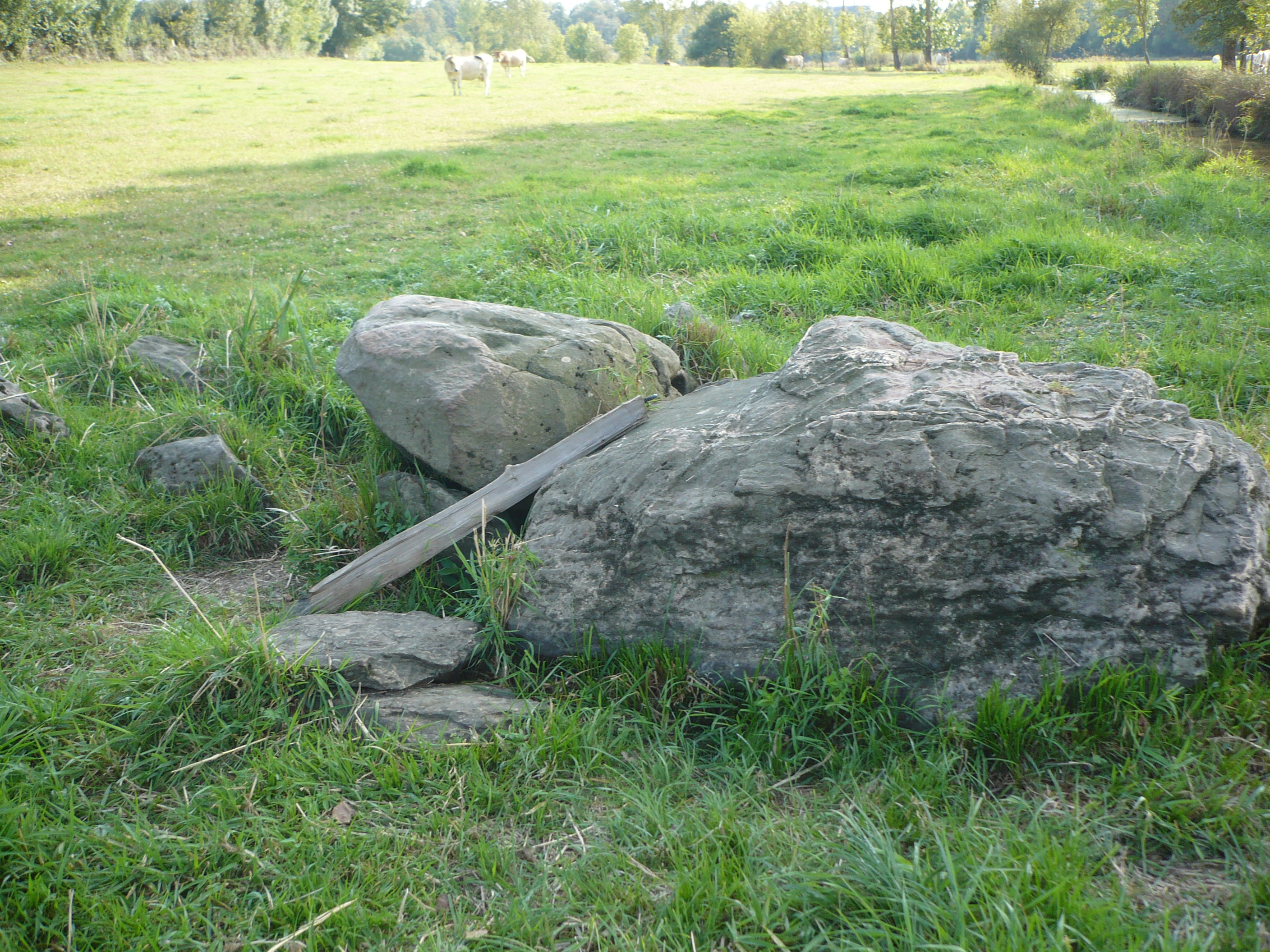
Dolmen de la Romme
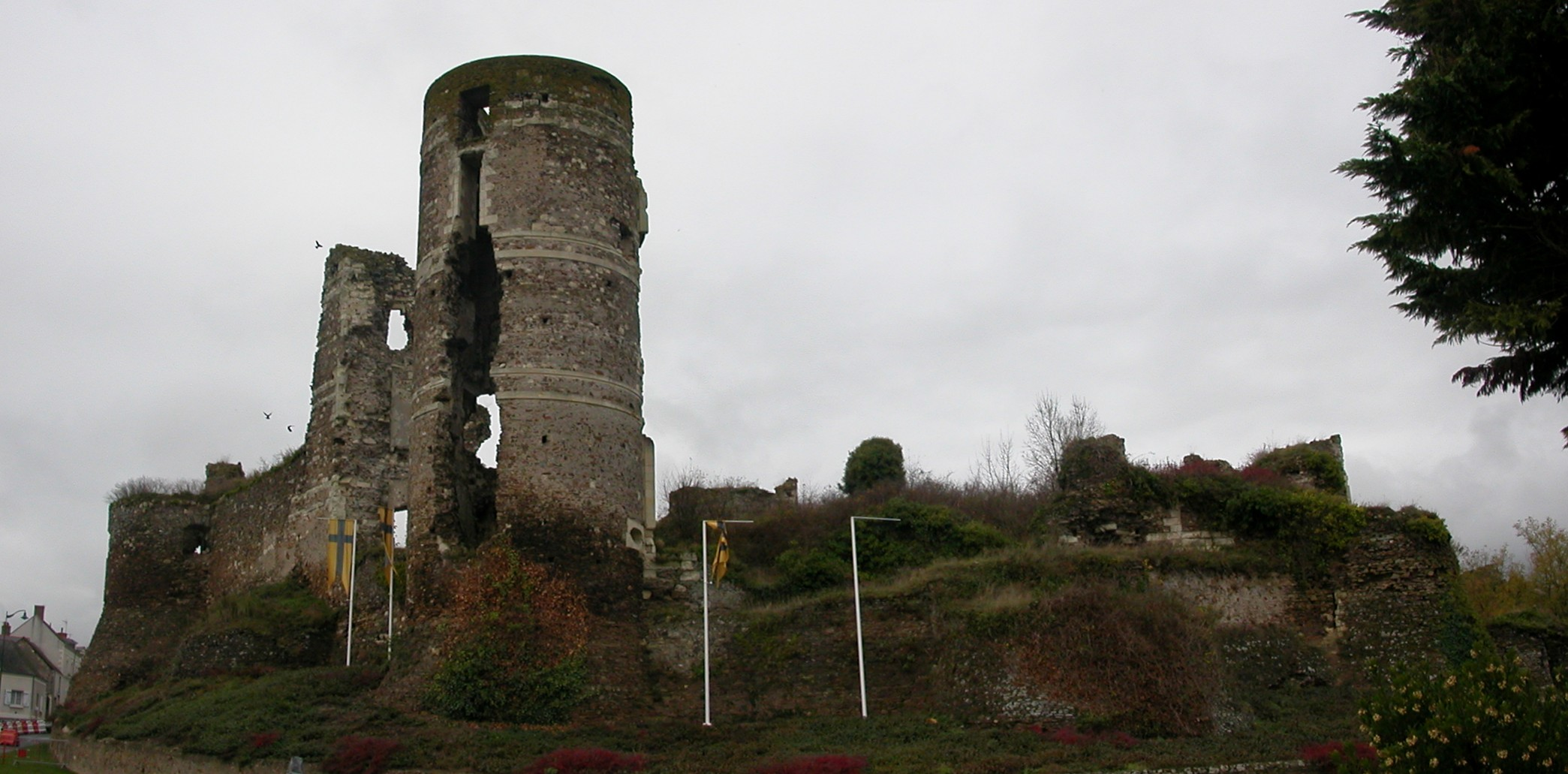
Ruinen der Burg von Gilles de Rais